# サン・ダイコー
株式会社サン・ダイコー（英: SUNDAICO, Inc.）は、大分県大分市に本社を置く、総合卸業者である。

## 概要
本社は大分市西大道。株式会社フォレストホールディングス傘下の医薬品・工業薬品販売会社。動物用医薬品、飼料添加物、混合飼料、畜産用機器、畜産用器材、環境改善資材、水産用医薬品・電子関連薬品、食品添加物・調味料などを扱う。

## 沿革
- 1972年（昭和47年） - 吉村薬品株式会社の特殊薬品事業部と宮崎吉村薬品株式会社の特殊品部を医薬品部より分離独立し、ヨシムラ産業株式会社を設立。資本金1,500万、社長 吉村益次。
- 1974年（昭和49年） - ヨシムラ産業株式会社を「株式会社サン・ダイコー」に名称変更。資本金3,000万円に増資。ヨシマツ株式会社の特品部を統合一体化し、株式会社サン・ダイコー熊本事業所を設置。ヤナイ産業株式会社を統合一体化し、株式会社サン・ダイコー鹿児島事業所を設置。
- 1982年（昭和57年） - 売上高100億円達成。
- 1991年（平成 3年） - コーヤク株式会社開発部と合体(食品、化成品、貿易開発)売上高200億円達成。
- 1995年（平成 7年） - 日動薬品株式会社と合体。
- 2000年（平成12年） - 株式会社九薬・株式会社平田天命堂（現株式会社翔薬）の動薬部門と合体。全九州ネットワークの完成。
- 2001年（平成13年） - 一般農薬部門をグリーンテック九薬株式会社（現グリーンテック株式会社）へ移管、営業本部、福岡へ進出。
- 2004年（平成16年） - 株式会社アスティス動薬営業部と合体。九・四国ネットワーク体制の完成。環境営業部（現ファインケミカル営業部）大阪営業所開設。
- 2005年（平成17年） - グリーンビジネス部門を東洋グリーン株式会社へ移管
- 2008年（平成20年） - 大阪営業所を閉鎖し、東京情報室を開設
- 2009年（平成21年） - 2営業本部制（動薬営業本部、F・C（フードケミカル）営業本部）へ移行。広島営業所を開設
- 2012年（平成24年） - (株)ニチメン工業を子会社化。森久保薬品(株)と共同で(株)NPCを設立。
- 2013年（平成25年） - 鳥栖物流センター稼動。
- 2014年（平成26年） - 小田島商事株式会社（本社 岩手県花巻市）が株式会社NPCに参画。大分本社と福岡本社の2本社制とする。

## 事業所
- 大分本社・大分支店： 〒870-8676 大分県大分市西大道二丁目3番28号
- 福岡本社・福岡支店： 〒812-0042 福岡県福岡市博多区豊1丁目9-15
- 宮崎支店： 〒880-0024 宮崎県宮崎市祇園2丁目80番地
- 都城営業所： 〒885-0016 宮崎県都城市早水町3509-8
- 熊本支店： 〒860-0831 熊本県熊本市八王寺町33番56号
- 鹿児島支店： 〒891-1305 鹿児島県鹿児島市宮之浦町907番地9
- 出水営業所： 〒899-0121 鹿児島県出水市米ノ津町749番地
- 鹿屋営業所： 〒893-0022 鹿児島県鹿屋市旭原町2577番地1
- 鳥栖物流センター・佐賀営業所： 〒841-0024 佐賀県鳥栖市原町字長田1908番地
- 長崎営業所： 〒856-0817 長崎県大村市古賀島町531番地2
- 広島営業所： 〒731-3167 広島県広島市安佐南区大塚西6丁目7番地13号
- 東京営業所： 〒103-0013 東京都中央区日本橋人形町2-13-9ダヴィンチ人形町3階
- 四国支店： 〒761-1403 香川県高松市香南町吉光28番地1
- 岡山営業所： 〒700-0955 岡山県岡山市南区万倍78-4　オフィスITOH202
- 松山営業所： 〒790-0924 愛媛県松山市南久米町265番3号
- 宇和島営業所： 〒798-0006 愛媛県宇和島市弁天町1丁目7-8

## 関連会社
- 株式会社フォレストホールディングス
  - 株式会社アステム
  - 株式会社リードヘルスケア
  - 株式会社ダイコー沖縄
  - 藤村薬品株式会社
  - 株式会社フォレストサービス
  - 株式会社九州オープンラボラトリーズ